# Гордейчук, Михаил Николаевич
Михаи́л Никола́евич Гордейчу́к (бел. Міхаіл Мікалаевіч Гардзейчук; род. 23 октября 1989[…], Сарань, Карагандинская область) — белорусский футболист, полузащитник брестского «Динамо». Выступал в сборной Беларуси. Мастер спорта Республики Беларусь международного класса. Семикратный чемпион Беларуси.

## Карьера

### Клубная
Футболом начал заниматься в 8-9 лет в саранской спортшколе. Первым тренером был Владимир Сергеевич Быстров.
Позже переехал с семьёй в Караганду. В 17 лет подписал первый профессиональный контракт с местным «Шахтёром». В 2007 году выступал в первой лиге за фарм-клуб «Шахтёра» — «Шахтёр-Юность» (19 игр, 3 гола).
В 2008 году перешёл в пинскую «Волну», в составе которой в 2009 году стал серебряным призёром первенства первой лиги Беларуси и забил 5 мячей за сезон.
В 2010 году стал игроком клуба «Нафтан», за который дебютировал в матче за Суперкубок Беларуси. Стал основным игроком команды в дебютном сезоне, сыграв 32 матча в чемпионате страны, в которых забил 3 гола и отдал 3 результативные передачи.
27 декабря 2010 года подписал контракт с БАТЭ. Участник Лиги Европы 2010/11 (забил гол «Пари Сен-Жермен» в первом домашнем матче 1/16 финала) и Лиги чемпионов 2011/12 (отличился в домашнем матче против клуба «Экранас»).
В марте 2012 года был отдан в аренду «Белшине». 16 января 2013 года был выкуплен бобруйским клубом. В сезоне 2013 стал лидером и лучшим бомбардиром «Белшины», играл на позиции правого атакующего полузащитника, некоторое время играл в качестве центрального нападающего.
31 декабря была достигнута договорённость о возвращении в БАТЭ с 2014 года. Сумев закрепиться в составе борисовчан, играл на позиции правого крайнего нападающего. В июне и июле 2014 года отсутствовал из-за травмы, позднее вернулся в основу. С 12 голами стал лучшим бомбардиром клуба в чемпионате, был признан лучшим нападающим чемпионата Беларуси 2014.
В сезоне 2015 оставался одним из основных игроков БАТЭ. 24 ноября 2015 года забил гол в ворота «Байера» на второй минуте матча в рамках Лиги чемпионов (1:1), который стал самым быстрым за всю историю участия БАТЭ в этом турнире. В феврале 2016 года продлил контракт с БАТЭ. В сезоне 2016 стал зачастую играть на позиции центрального нападающего, в результате с 15 голами стал лучшим бомбардиром чемпионата Беларуси, поделив первую позицию с одноклубником Виталием Родионовым. В сезоне 2017 вернулся на позицию флангового нападающего, с 18 голами стал лучшим бомбардиром чемпионата, а также был признан лучшим футболистом года Беларуси.
Начало сезона 2018 пропустил из-за травмы, с апреля начал появляться на поле, однако в мае вновь выбыл из-за проблем со здоровьем. Только в сентябре вернулся в строй, зачастую выходил на замену.
В декабре 2018 года подписал контракт с костанайским «Тоболом» сроком на два года. Во втором туре 15 марта Гордейчук забил два гола в ворота «Тараза» (4:1). Но потом наступила 4-месячная голевая «засуха» и 25 июля 2019 года обе стороны приняли решение о расторжении контракта по обоюдному согласию.
В августе 2019 года стал игроком брестского «Динамо». В сезоне 2020 года был одним из основных игроков динамовцев.
В феврале 2021 года был представлен в качестве игрока латвийской «Лиепаи». В июне 2022 года расторг контракт с клубом.
В июле 2022 года вернулся в брестское «Динамо», подписав контракт до конца сезона. В декабре 2022 года продлил контракт с клубом на 2 года. В мае 2023 года по решению контрольно-дисциплинарного комитета АБФФ был оштрафован за участие в договорных матчах и получил годовую дисквалификацию в случае неуплаты штрафа.

### В сборной
В марте 2009 года был впервые вызван в молодёжную сборную Беларуси, за которую дебютировал в товарищеском матче со сборной Литвы. Вошёл в заявку на молодёжный чемпионат Европы 2011 в Дании, однако ни разу не вышел на поле из-за травмы. Участник Олимпийских игр 2012 в Лондоне.
В национальной сборной Беларуси дебютировал 15 ноября 2013 года в товарищеском матче со сборной Албании в Анталье (0:0). 8 сентября 2015 года в отборочном турнире к чемпионату Европы 2016 оформил дубль в ворота Люксембурга, тем самым установив итоговый счёт матча (2:0).

## Достижения

### Командные
БАТЭ
- Чемпион Беларуси (6): 2011, 2014, 2015, 2016, 2017, 2018
- Обладатель Суперкубка Беларуси (3): 2011, 2015, 2017
- Обладатель Кубка Беларуси: 2014/15

«Динамо-Брест»
- Чемпион Беларуси: 2019
- Обладатель Суперкубка Беларуси: 2020

Молодёжная сборная Беларуси
- Бронзовый призёр молодёжного чемпионата Европы: 2011

### Личные
- Лучший футболист чемпионата Беларуси: (2017)
- Лучший нападающий чемпионата Беларуси (2014, 2017)
- Лучший бомбардир чемпионата Беларуси (2016, 2017)
- Лучший футболист Беларуси (2017)
- Три раза включался БФФ в список 22 лучших футболистов чемпионата Беларуси: 2015, 2016, 2017